# Ulrich Harprath

Ulrich Harprath (2009)

Ulrich Harprath (* 13. Juni 1962 in Köln-Mülheim; † 27. September 2010 in Augsburg) war ein deutscher Journalist und Autor.

## Leben

Münchner Kirchenradio, Logo

Ulrich Harprath studierte Theologie. Er war Stipendiat des Instituts zur Förderung publizistischen Nachwuchses (ifp) und absolvierte dessen Journalistenschule. Studienbegleitend war er für die Augsburger Allgemeine, Münchner Merkur und Süddeutschen Rundfunk tätig.
Ab 1988 war er Redakteur bei der Münchner Katholischen Radioredaktion, später leitender Redakteur der Mediendienste des Sankt Michaelsbundes. Als Leiter der Radio- und Fernsehredaktion des Sankt Michaelsbundes in München wurde er stellvertretender Direktor. 2008 startete das von ihm konzipierte Internetradio Münchner Kirchenradio. Er war Mitglied im Medienrat der Katholischen Rundfunkarbeit Deutschlands (KRD) und Sprecher der Arbeitsgemeinschaft Katholischer Redakteure im Privatfunk.
Er war verheiratet und hatte drei Kinder. Mit seiner Frau Gerda verfasste er mehrere religiöse Kindersachbücher. Harprath starb an den Folgen einer Hirnblutung.

## Werke
- Ulrich Harprath: Zwischen Einschaltquoten und kirchlichem Auftrag. Aus den Erfahrungen eines katholischen Radioredakteurs. In: Willi Gegenfurtner, Erich Jooß (Hrsg.): Kirche im privaten Rundfunk. Das Engagement der katholischen Bistümer Bayerns im Privatradio. Erich Wewel, München 1991, ISBN 3-87904-196-2, S. 9–16.
- Zusammen mit Jörg Hammann: Leitfaden Pressearbeit. Grundlagen und Tips für christliche Gemeinden, Verbände und Sozialeinrichtungen. Don Bosco, München 1992, ISBN 3-7698-0715-4.
- Herausgeber zusammen mit Erich Jooß: Nachgedacht. Radio-Gedanken zum Tagesausklang. Mit Illustrationen von Tiki Küstenmacher. Echter, Würzburg 1997, ISBN 3-429-01888-9.
- Das Papstbuch für Kinder, Verlag Sankt Michaelsbund 2006, ISBN 3920821890, zusammen mit Gerda Harprath
- Das Kinderbuch zum Gottesdienst, Verlag Sankt Michaelsbund 2008, ISBN 3939905135, zusammen mit Gerda Harprath
- Das Kinderbuch zur Ökumene,  Verlag Sankt Michaelsbund 2010, ISBN 3939905615, zusammen mit Gerda Harprath